# Skærup Sogn
Skærup Sogn er et sogn i Vejle Provsti (Haderslev Stift).
I 1800-tallet var Skærup Sogn anneks til Vinding Sogn. Trods annekteringen dannede Skærup sognekommune med Smidstrup Sogn. Alle 3 sogne hørte til Holmans Herred i Vejle Amt. Skærup og Smidstrup blev senere to selvstændige sognekommuner. Ved kommunalreformen i 1970 blev Vinding indlemmet i Vejle Kommune, mens Skærup og Smidstrup blev indlemmet i Børkop Kommune, der ved strukturreformen i 2007 også indgik i Vejle Kommune.
I Skærup Sogn ligger Skærup Kirke.
I sognet findes følgende autoriserede stednavne:
- Damkær (bebyggelse)
- Kappelagre (bebyggelse)
- Linnet (bebyggelse)
- Skærup (bebyggelse, ejerlav)
- Skærupskov (bebyggelse)
- Svinholt (bebyggelse, ejerlav)